# Trattato di pace israelo-giordano

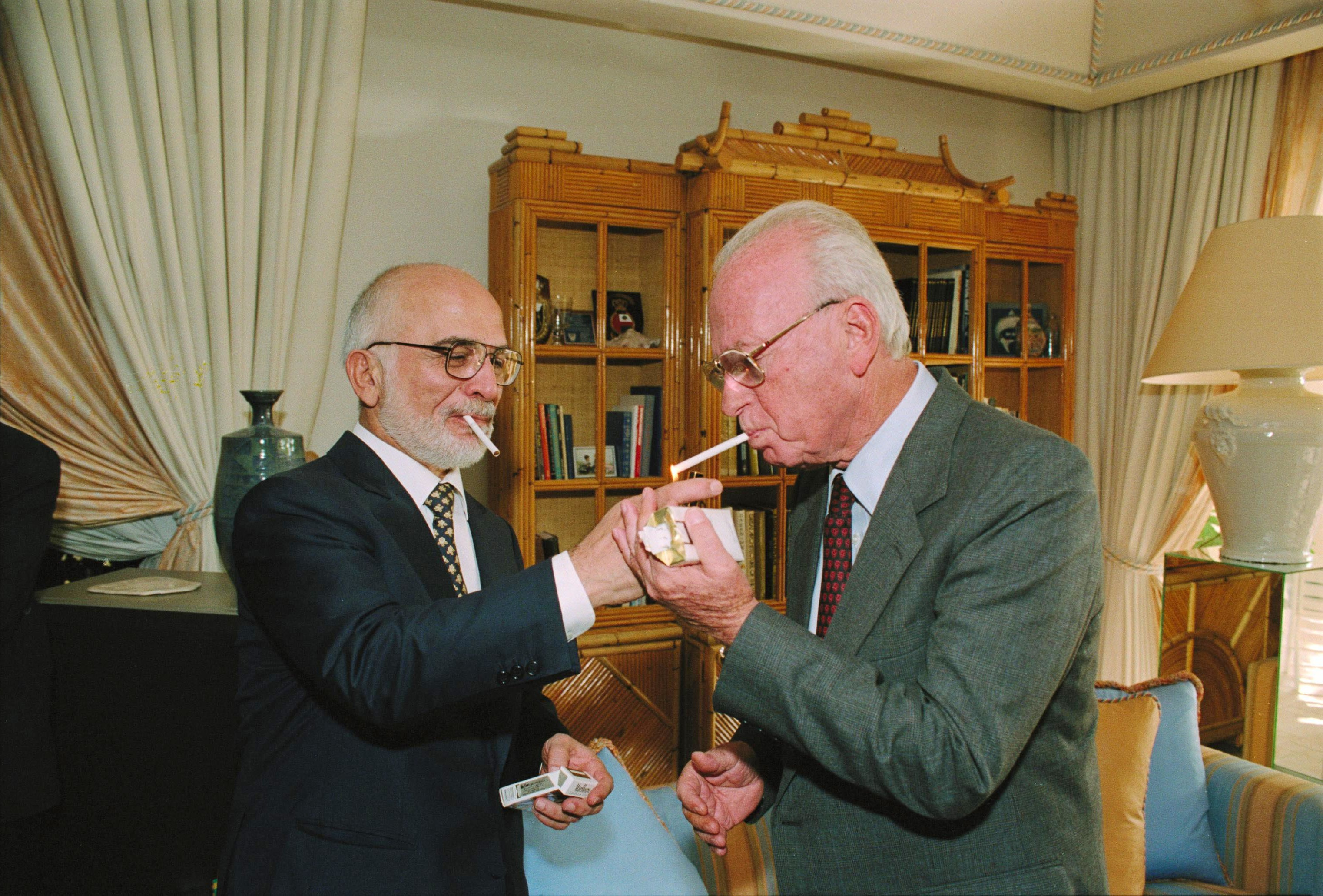
Il re giordano Hussein mentre accende una sigaretta al primo ministro israeliano Rabin

Il trattato di pace israelo-giordano del 1994 (o trattato di pace Israele-Giordania; formalmente trattato di pace tra lo Stato di Israele e il Regno hascemita di Giordania), a volte indicato come trattato di Wadi Araba, fu firmato il 26 ottobre 1994 a Washington.
L'accordo pose fine allo stato di guerra che esiste tra i due Paesi dal 1948 e stabiliva anche la normalizzazione e le reciproche relazioni diplomatiche. Oltre a stabilire la pace tra i due Paesi, il trattato risolveva anche le controversie sulla terra e sull'acqua, prevedeva un'ampia cooperazione nel turismo e nel commercio e obbligava entrambi i paesi a impedire che il loro territorio venisse utilizzato come base di partenza per attacchi militari da parte di un Paese terzo. 
La Giordania, dopo l'Egitto, fu il secondo Paese arabo a firmare un accordo di pace e a riconoscere Israele.